# Fem sange opus 3
Fem sange met pianoforteaccompagnement opus 3 is de derde verzameling liederen van de Noorse componiste Agathe Backer-Grøndahl. De bundel verscheen bij Edition Wilhelm Hansen wereldwijd, maar voor Noorwegen was Warmuth Musikforlag de uitgeverij. Maand van uitgifte was maart 1876, aldus een advertentie in Aftenposten van die datum.  
De bundel bevat onderstaande vijf liederen, zie zowel in het Deens als Duits gezongen kunnen worden::
- Aftnen er stille op tekst van Bjørnstjerne Bjørnson in Andantetempo in E majeur,
- Mine minder op tekst van Hans Vilhelm Kaalund in moderatotempo in A majeur
- I de sidste øieblikke (zonder aanduiding van de tekstschrijver) in moderatotempo in g mineur
- Kom og hvil ved mit bryst op tekst van Thomas Moore in een vertaling van Preetzman in allegro con fuoco in F majeur
- Bolge mod kyst op tekst van Vilhelm Bergsøe in allegrettotempo in Bes majeur.

Aftnen er stille werd voor het eerst gezongen door Nina Grieg met man Edvard Grieg achter de piano op 15 juni 1873, met een herhaling op 11 oktober 1873 door Ingolf Schjøtt met de componiste achter de piano. Als componist/pianiste werd toen nog Agathe Backer genoteerd; ze huwde in 1875 met Olaus Andreas Grøndahl.
Van I de sidste øieblikke is ook een versie voor a capella mannenkoor geschreven.   